# White Plains (Caroline du Nord)
White Plains est une census-designated place située dans le comté de Surry, dans l’État de Caroline du Nord, aux États-Unis. Lors du recensement de 2020, elle comptait 1 025 habitants.